# Leopold Kölbl
Leopold Kölbl (* 26. März 1895 in Wien; † 25. Dezember 1970 ebenda) war ein österreichischer Geologe. Ab 1932 Mitglied der NSDAP, war er von 1935 bis 1938 Rektor der Universität München. Seine wissenschaftliche und politische Karriere endete 1939 mit seiner Verhaftung und späteren Verurteilung aufgrund zu dieser Zeit strafbarer homosexueller Handlungen.

## Leben

### Werdegang bis 1934
Leopold Kölbl war Sohn eines Gastwirts. Nach dem Besuch der Realschule Wien IV. studierte er ab 1913 Naturwissenschaften an der Philosophischen Fakultät der Universität Wien. Am Ersten Weltkrieg nahm er ab 1915 als Kriegsfreiwilliger bei der Artillerie teil. Er wurde im Osten und später an der Italienfront eingesetzt, zuletzt im Rang eines Leutnants.
Nach Kriegsende führte er sein Studium weiter und promovierte Ende 1921 bei Franz Eduard Sueß mit der Arbeit Zur Deutung der moldanubischen Glimmerschieferzone im niederösterreichischen Waldviertel. Bereits einige Monate zuvor wurde er wissenschaftliche Hilfskraft von Alfred Himmelbauer, Lehrstuhlinhaber für Geognosie an der Hochschule für Bodenkultur, dessen Assistent er dann von 1923 bis 1929 war. Schon in dieser Zeit galt er „trotz seines verhältnismäßig jungen Alters“ als „ein hervorragend geeigneter Anwärter“ für eine Professur und sei „als Lehrer nicht minder zu empfehlen, denn als Forscher“.
Spätestens ab Anfang 1922 hielt er Vorträge in der Wiener Urania.
1927 habilitierte sich Kölbl und trat ab 1. April 1929 als außerordentlicher Professor für Geognosie an der Hochschule für Bodenkultur Wien und Vorstand des Geologischen Instituts die Nachfolge Himmelbauers an, der einem Ruf der Universität Wien gefolgt war.

### Politische Aktivitäten
Bereits in dieser Zeit stand Kölbl dem österreichischen Zweig der NSDAP nahe. Er trat zum 15. Juni 1932 der SA und der Partei bei (Mitgliedsnummer 1.450.504). Er war in der NSDAP-Landesleitung Österreich aktiv und stieg in der SA bis 1937 zum Standartenführer auf.
1934 verließ Kölbl Österreich, das vom Bundeskanzler Engelbert Dollfuß ab dem 4. März 1933 diktatorisch als austrofaschistischer Ständestaat geführt wurde. Am 19. Juni 1933 war die NSDAP von der österreichischen Regierung verboten worden und Kölbl daraufhin aus politischen Gründen im November 1933 zum Semesterende hin als Professor amtsenthoben worden. Zeitgenössischen deutschen Aussagen zufolge musste er fliehen, wogegen aber Aufzeichnungen der Hochschule für Bodenkultur sprechen, nach denen er Anfang 1934 von der Burschenschaft „Silvania“ und mehreren Fachvereinen mit „großem propagandistischen Aufwand“ verabschiedet worden war. Angeblich kehrte er nach dem missglückten NS-Putschversuch in Wien inkognito nach Österreich zurück, um einen Parteigenossen aus dem Internierungslager Wöllersdorf zu befreien und nach Deutschland zu bringen.

### An der Münchner Universität
In Deutschland übernahm Kölbl zunächst vertretungsweise für das Sommersemester 1934 den Lehrstuhl für Allgemeine und Angewandte Geologie an der Universität München. Die Ernennung erfolgte auf Vorschlag des Physikers Philipp Lenard und der NSDAP-Landesleitung Österreich gegen den ausdrücklichen Widerstand der zuständigen Fakultätssektion. Im Oktober 1934 wurde er – diesmal mit Unterstützung der Fakultät – zum Ordentlichen Professor ernannt. Im Juli 1935 ernannte man ihn zum Dekan der Fakultät. Im gleichen Jahr wurde er vom Reichserziehungsministerium zum Rektor der Universität München berufen. Im Mai 1937 ernannte man ihn mit Zustimmung von Rudolf Heß auf Empfehlung Karl Haushofers als dessen Nachfolger zum Präsidenten der 1925 gegründeten Deutschen Akademie, einer halbstaatlichen kulturpolitischen Vereinigung zur Erforschung und Verbreitung deutscher Kultur sowie der Förderung der deutschen Sprache im Ausland, Vorläuferin der heutigen Goethe-Institute.
1938 wurde Kölbl auf eigenen Wunsch vom Amt des Universitäts-Rektors entbunden, obwohl alle Fakultäten ihn um eine Verlängerung seiner Amtszeit gebeten hatten und auch der Münchner NS-Gaudozentenbund sein Verbleiben für „unentbehrlich“ hielt, da die naturwissenschaftliche Fakultät „die größte Anzahl von dem Nationalsozialismus wenig gewogenen Professoren“ besitze. Offenbar bestand im Reichserziehungsministerium unter dem Nationalsozialisten Bernhard Rust zu dieser Zeit die Absicht, Kölbl mit dem Rektorat der Universität Wien zu belehnen, was einen Aufstieg für Kölbl bedeutet hätte.

### Bewertung der Tätigkeit Kölbls
Der anfängliche inneruniversitäre Widerstand gegen die Ernennung Kölbl gründete sich in dessen bekannter Tätigkeit als „alter nationalsozialistischer Kämpfer“, von dem ein radikales politisches Auftreten erwartet wurde. Diese Einschätzung wurde aber im Laufe seiner Amtstätigkeit als Professor, Dekan und Rektor der Universität München von Studenten, Kollegen, der Ministerialbürokratie und den NS-Fachorganisationen höchst unterschiedlich bewertet. Einig waren sich alle Gruppen in der persönlichen Charakterisierung Kölbls. Nach Meinung der NS-Hochschulfunktionäre gehörte er aufgrund seiner „Liebenswürdigkeit“ und „Gutmütigkeit“ zu den bei Kollegen und Studenten „beliebtesten Lehrern der Universität“. Auch Hans Wieseneder, ein Schüler Kölbls, betonte noch 1970 in seinem Nachruf dessen „persönliche Ausstrahlung“, seine „jugendliche Erscheinung voll Humor, Charme und von bedingungsloser Hingabe an seine Wissenschaft“: „Als Lehrer war er eine einmalige Erscheinung.“
Aufgrund dieser verbindlichen Persönlichkeit gelang es Kölbl, der überzeugter Nationalsozialist war und als „verdienter aktiver Nationalsozialist“ gute Verbindungen zu wichtigen Parteistellen und zum Kultusministerium hatte, andererseits aber Wissenschaft über das Parteidogma stellte, scheinbare Ruhe in den von ihm zu verantwortenden Bereich des deutschen Universitätswesens zu bringen. In diesem Sinne war Kölbl die Idealbesetzung für das Konzept der nationalsozialistischen Hochschulerneuerung. Deshalb bescheinigte ihm Philipp Broemser (1886–1940), sein Nachfolger als Universitätsrektor, noch nach Kölbls Ausschluss aus der NSDAP 1939:

„dass er zu den Aufgaben, die der Nationalsozialismus den Hochschulen gestellt hat, die richtige Einstellung hatte, um an ihrer Lösung an führender Stelle mitzuarbeiten. Er war es auch, der aus den Reihen der Dozentenbunds-Mitglieder eine Kernmannschaft nationalsozialistischer Hochschullehrer um sich scharte.“

Andererseits betonten nach 1945 Universitätskollegen, die sich nicht nationalsozialistisch exponiert hatten, Kölbl eine objektive Amtsführung und lieferten entsprechende schriftliche Erklärungen, die allerdings als „Persilscheine“ für Kölbls Entnazifizierungsverfahren verfasst wurden. Der Chemie-Nobelpreisträger Heinrich Wieland erklärte: „Ein Rektor aus der früheren Zeit hätte seines Amtes nicht mit größerer Sachlichkeit und unter voller Wahrung der akademischen Interessen mit mehr Hingabe walten können.“ Und der Mathematiker Oskar Perron äußerte sich dazu:

„Als Professor Dr. L. Kölbl entgegen dem Fakultätsvotum mit der Vertretung der Geologieprofessur in München betraut wurde, hegten wir die schlimmsten Befürchtungen. Kölbl entpuppte sich aber sehr bald als Mann, der den Nazis viel weniger entgegenkam als mancher Angstmeier […] Als Dekan und Rektor hat er sich dann wirkliche Verdienste um die Universität erworben und seinen Einfluss bei den Naziministerien stets dafür eingesetzt, dass die Interessen der Wissenschaft gewahrt und Schaden verhütet wurden.“

Der Physiker Arnold Sommerfeld betonte in seiner für Kölbl abgegebenen Erklärung, dieser habe „stets den wissenschaftlichen Standpunkt gegenüber den Wünschen der Partei vertreten“. Hans Wieseneder resümierte 1970 in seinem Nachruf: „Seine Kunst der Menschenführung, seine Hilfsbereitschaft und Güte wurden in dieser schwierigen Zeit nur durch seinen bedingungslosen Einsatz für die Freiheit der Lehre und Forschung übertroffen. Manche Kollegen verdanken es ihm, daß sie in dieser Zeit in relativer Ruhe ihren wissenschaftlichen Arbeiten nachgehen konnten.“
In der Tat setzte sich Kölbl beispielsweise 1937 energisch, aber vergeblich für die Berufung Werner Heisenbergs ein. Und Heinrich Wieland betont in seiner Erklärung von 1946, dass Kölbl gegen die Zulassung von „Halbjuden“ keine Einwände erhoben habe. Andererseits ist aber belegt, dass Kölbl einem jüdischen Referendar die Zulassung zur Promotion mit Hinweis auf die „Nürnberger Gesetze“ verweigerte, obwohl selbst diese eine Ausnahmepromotion zugelassen hätten. Auch die mit Hilfe Kölbls betriebene Zwangspensionierung des Romanisten Hans Rheinfelder (1898–1971) lässt begründet Zweifel an einer rein fachlich orientierten Amtsführung Kölbls. Eindeutig belegt sind überdies die während seiner Amtszeit erfolgten „Entlassungen im Zuge der Umsetzung der ‚Nürnberger Gesetze‘ und der Novellierung der Deutschen Beamtengesetzgebung vom Jänner 1937. Zwischen 1936 und 1937 wurden auf diesem Wege 40 Professoren und Dozenten aus der LMU gedrängt – die innere Strukturreform sowie die personellen ‚Säuberungen‘ waren somit im Wesentlichen abgeschlossen“.

### Karrierebruch
Als die Benennung zum Rektor der Universität Wien bevorstand, wurde Kölbl am 10. Februar 1939 von der Gestapo in München mit der Beschuldigung verhaftet, „homosexuelle Handlungen“ begangen zu haben. Er war auf einer öffentlichen Toilette bei solchen ertappt worden. Kölbl, seit 1922 verheiratet und Vater einer Tochter, räumte in folgenden Verhören eine Vielzahl solcher Vergehen in den vergangenen Jahren ein. Er wurde „fortgesetzter Vergehen der Unzucht zwischen Männern“ (damaliger § 175) beschuldigt. Zunächst sprach man von einer „periodisch auftretenden krankhaften Störung der Geistestätigkeit“ und einer „erheblichen Schwächung seiner Nervenkraft“ und ließ Kölbl psychiatrisch untersuchen. Karl Haushofer beschaffte in dieser Zeit dem Inhaftierten mit Wissen der Gestapo eine Waffe, damit dieser die Affäre durch Suizid beenden könne, was Kölbl aber ablehnte.
Der geständige Kölbl wurde Ende Februar 1939 in Untersuchungshaft überstellt, vor dem Landgericht München angeklagt und am 1. Juni 1940 in erster Instanz auf Grund von Unzurechnungsfähigkeit freigesprochen. Aus der NSDAP und SA war er umgehend ausgeschlossen worden. Aus der Bayerischen Akademie der Wissenschaften trat er noch 1939 aus. Seine Lehrtätigkeit an der Universität ruhte aufgrund der Haft bereits seit 1939; 1940 wurde er als Direktor des Geologischen Instituts und der geologischen Staatssammlung abgelöst. Als Präsident der Deutschen Akademie war er bereits im März 1939 durch den bayerischen NSDAP-Ministerpräsidenten Ludwig Siebert ersetzt worden.
Das Reichsjustizministerium legte umgehend Revision gegen den Freispruch ein, während Kölbl vorläufig aus der Haft entlassen wurde. Im Oktober 1940 hob das Reichsgericht das Urteil auf und verwies das Verfahren ans Landgericht München zurück. Dieses verurteilte Kölbl, der sich inzwischen einer Therapie bei Ernst Kretschmer in Marburg unterzogen hatte, am 21. August 1941 zu 27 Monaten Gefängnis, von denen er noch 12 Monate zu verbüßen hatte. Damit war seine akademische Laufbahn endgültig beendet. Kölbl war noch kurz für den Reichsforschungsrat wissenschaftlich tätig. 1943 ging er nach Österreich zurück und arbeitete für die Erdölproduktionsgesellschaft in Wien.

### Nach 1945
Von August 1945 bis Juli 1946 war Kölbl zunächst interniert. Im Dezember 1949 wurde er vom Volksgericht Wien aufgrund seiner NS-Tätigkeit in Österreich unter anderem wegen „Hochverrat“ zu 15 Monaten „schwerem und verschärftem Kerker“ verurteilt, die Strafe aber im Jänner 1950 zu drei Jahren Bewährung ausgesetzt.
In der Folge arbeitete Kölbl zunächst für die Sowjetische Mineralölverwaltung in Österreich, für die er Kartierungen und strukturgeologische Arbeiten durchführte. Als 1955 die Erdölbetriebe nach Abschluss des Staatsvertrages in österreichische Verwaltung übergingen, wurde er bis zu seiner Pensionierung Mitarbeiter in deren geologischer Abteilung.
Kölbl starb 75-jährig. Die Urne mit seiner Asche wurde in der Familiengruft auf dem Wiener Zentralfriedhof beigesetzt.

## Einordnung als Geologe
Kölbl beschäftigte sich zu Beginn seiner wissenschaftlichen Laufbahn mit der Kristallingeologie der moravisch-moldanubischen Zonen in Niederösterreich, deren sudetischer Fortsetzung und der Geologie des Tauerngebirges. Später erweiterte er sein Forschungsgebiet auf die Sediment-Petrografie. Von „bleibendem wissenschaftlichem Wert“ sind laut Wieseneder Kölbls Untersuchungen über die Aufbereitung fluviatiler und äolischer Sedimente. Ab 1941 beschäftigte sich Kölbl primär mit geologisch-sedimentologischen statistischen Untersuchungen Österreichs. Nach 1945 standen dabei Fragen der Erdölgewinnung, insbesondere die Prospektion sowie die Geochemie der Lagerstättenwasser im Mittelpunkt.
Für den Naturwissenschaftshistoriker Litten war Kölbl „kein herausragender, jedoch ein durchaus fähiger Geologe“. Der Kölbl-Schüler Hans Wieseneder beschreibt ihn 1970 dagegen als „originelle wissenschaftliche Persönlichkeit mit genialen Zügen“.
Nicht zuletzt bedingt durch seine unterbrochene Universitätslaufbahn sind von Kölbl keine Lehr- oder Fachbücher veröffentlicht worden. Ein ausführliches Verzeichnis seiner wissenschaftlichen Veröffentlichungen findet sich im Nachruf Wieseneders von 1970.

## Trivia
Als sich Kölbl Anfang September 1929 in Spitz an der Donau aufhielt und während eines Ausflugs in einer Schutzhütte in Mieslingtal Rast machte, fand er die Leichen der 18-jährigen Hermine Huber sowie des 26-jährigen Bauschreibers Franz Etzenberger. Kölbl verständigte die Gendarmerie in Spitz, die einen Doppelsuizid ermitteln konnte.